# Мишнична артерия
Мишничната артерия (на латински: arteria brachialis) е пряко продължение на подмишничната артерия от нивото на дисталния ръб на m. prctoralis major. Тя се простира по вътрешната страна на мишницата до лакътната ямка, където се разделя на лъчева и лакътна артерия. Преминава по sulcus bicipitalis medialis в областта на лакътната става, на нивото на вийката на лъчевата кост, се разделя на двата си крайни клона-a. radialis и a. ulnaris. A. Branchialis съпровожда n. medianus, като лежи по-дълбоко от него. По своето протежение a. Branchialis отделя различни по калибър странични клонове.

## A. profunda brachii
. A. profunda brachii е сравнително голям клон. Тя се отделя от началния участък на мишничната артерия, насочва се назад и заедно с навлиза в n. radialis canalis humeromuscularis. Тук тя отделя предица клончета и продължава като a. collateralis redialis, която излиза от канала и дава разклонения за артериалната мрежа на лакътната става – rete articulare cubiti. От предната и задната страна на латералния епикондил на раменната кост тя анастомозира с a. recurrens radialis. По слоя ход артерията отделя редица странични клонове а) rami musculares кръвоснабдяват околните мускули; б)ramus deltoideus достига до едноименния мускул; в)a. Nutricia humeri навлиза в едноименното отвъстие на раменната кост; г) a. collateralis се насочва дистално, като се разполага между латералната и медиалната глава на m. triceps brachii – в крайна сметка тя достига лакътната става и участва в образуването на rete articulare cubiti.

## A. collateralis ulnaris
A. collateralis ulnaris superior започва малко по-дистално от предхождащата (понякога чрез общ ствол с нея). Заедно с n. ulnaris тя върви непосредствено зад медиалната мускулна преграда, отдава малки клончета за медиалната глава на m. triceps brachii и зад медиалния епикондил на раменната кост дава клончетата на rete articulare cubiti и анастомозира с a. recurrens ulnaris.
  A. collateralis ulnaris inferior се отделя от мишничната артерия малко над нивото на недиалния пикондил на раменната кост. Тя се насочва към последния и след като го достигне, отделя клончета за rete articulare cubiti и анастомозира с предното клонче на a. recurrens ulnaris.

## Кръвоснабдяване
От мишничната артерия се отделят много клончета, които кръвоснабдяват мишничната кост, мускулите и кожата на мишницата, като най-голяма от тези клончета е дълбоката мишнична артерия.